# Ніколс (Південна Кароліна)
Ніколс (англ. Nichols) — місто (англ. town) в США, в окрузі Меріон штату Південна Кароліна. Населення — 234 особи (2020).

## Географія
Ніколс розташований за координатами 34°14′7″ пн. ш. 79°8′57″ зх. д. / 34.23528° пн. ш. 79.14917° зх. д. (34.235201, -79.149204).  За даними Бюро перепису населення США в 2010 році місто мало площу 3,64 км², уся площа — суходіл.

## Демографія
Згідно з переписом 2010 року, у місті мешкало 368 осіб у 180 домогосподарствах у складі 104 родин. Густота населення становила 101 особа/км².  Було 215 помешкань (59/км²).
Расовий склад населення:
| - 59,0 % — білих - 40,5 % — чорних або афроамериканців - 0,3 % — азіатів |

До двох чи більше рас належало 0,0 %. Частка іспаномовних становила 0,3 % від усіх жителів.
За віковим діапазоном населення розподілялося таким чином: 16,6 % — особи молодші 18 років, 61,1 % — особи у віці 18—64 років, 22,3 % — особи у віці 65 років та старші. Медіана віку мешканця становила 51,6 року. На 100 осіб жіночої статі у місті припадало 72,8 чоловіків;  на 100 жінок у віці від 18 років та старших — 71,5 чоловіків також старших 18 років.
Середній дохід на одне домашнє господарство  становив 42 171 долар США (медіана — 30 000), а середній дохід на одну сім'ю — 51 905 доларів (медіана — 46 250). За межею бідності перебувало 20,3 % осіб, у тому числі 28,6 % дітей у віці до 18 років та 13,0 % осіб у віці 65 років та старших.
Цивільне працевлаштоване населення становило 134 особи. Основні галузі зайнятості: освіта, охорона здоров'я та соціальна допомога — 25,4 %, мистецтво, розваги та відпочинок — 13,4 %, публічна адміністрація — 12,7 %.